# Alantoidă
În zoologie, alantoida reprezintă una dintre anexele embrionare la grupul de animale amniotice (reptile, păsări, mamifere).
Îndeplinește funcția de respirație, de secreție și de nutriție a embrionului.
La reptile și la păsări, învelește întregul embrion, participând la formarea placentei.
Alantoida conține o bogată rețea de vase sanguine, prin care se realizează schimbul de gaze al embrionului cu mediul înconjurător sau legătura cu organismul matern.